# Арнолд I фон Рандерат
Арнолд I фон Рандерат (на немски: Arnold I von Randerath; на латински: Arnoldus dominus de Randenroyde; † 19 май 1330) от род Рандерат (Рандероде), е господар на Рандерат днес част от Хайнсберг в Северен Рейн-Вестфалия.

## Произход
Той е син на Лудвиг II фон Рандерат († 6 септември 1299) и съпругата му Алайдис фон Хелпенщайн († 23 юни 1309), вдовица на Герхард фон Вилденбург-Хелпенщайн († сл. 1276), дъщеря на Хайнрих фон Хелпенщайн († 14 ноември 1246). Внук е на Лудвиг I фон Рандерат-Лидберг († 1279) и Юта, и правнук на Герхард II фон Рандерат († 1247) и Беатрикс фон Аре († 1247), дъщеря на граф Улрих фон Аре († 1197). Праправнук е на Харпер фон Рандерат († сл. 1109). Брат е на Лудвиг фон Рандерат († сл. 1298) и вероятно на две сестри Цибилия фон Рандерат († 1294), омъжена пр. 12 ноемврир 1282 г. за Волфарт I ван Борселен († 1299), и Хайлвиг фон Рандерат († 1305), омъжена за Адам II фон Берг-Берг с'Херенберг († 1312).
Резиденцията е замък Рандерат на река Вурм. Родът измира през 1384 г. и господството Рандерат се продава през 1392 г. на Херцогство Юлих.

## Фамилия
Първи брак: пр. 28 май 1300 г. с Катарина фон Бланкенхайм († между 1308 – 1324), дъщеря на Герхард V фон Бланкенхайм († 1309) и Ирмезинда Люксембургска († сл. 1308). Те имат три деца:
- Лудвиг III фон Рандерат († сл. 1364), господар на Рандерат-Ерпрат, женен пр. 27 март 1311 г. за Юта фон Ерпрат
- Мехтил/Матилда фон Рандерат († сл. 1365/1377), омъжена на 18 март 1324 г. за Йохан IV фон Райфершайд, маршал на Вестфалия († 1366/сл. 11 октомври 1385)
- Гелвигис, канонеса в Торн и „Св. Цецилия“ в Кьолн

Втори брак: вероятно се жени втори път пр. 20 декември 1330 г. за Катарина фон Бракел († сл. 1307).
Трети брак: сл. 1311 г. с Хадвиг/Хелвиг фон Щолберг († сл. 1335), омъжена преди това за Арнолд фон Гимних-Зетерих-Хепендорф († 29 септември 1324), дъщеря на Вилхелм IV фон Щолберг-Зетерих († 1304) и Матилда фон Райфершайд († сл. 1287) или Маргарета († сл. 1289). Бракът е бездетен.
Арнолд I фон Рандерат има незаконен син:
- Хайнрих, каноник в Св. Северен в Кьолн